# Парусный спорт на летних Олимпийских играх 1900 — 10—20 тонн
Соревнования среди лодок водоизмещением от 10 до 20 тонн в парусном спорте на летних Олимпийских играх 1900 прошли 1, 5 и 6 августа. Приняли участие 6 команд из двух стран.
Всего было проведено три гонки. За определённую позицию в каждой команда получала очки, и победитель определялся по сумме очков.
Яхта Эстерель, на которой французский экипаж выиграл золото, принадлежала Эдуарду Ротшильду.

## Призёры
| Золото                             | Серебро             | Бронза                      |
| Франция · Эмиль Бийяр · Поль Перке | Франция · Жан Деказ | Великобритания · Эдвард Хор |

## Соревнование
| Место | Команда                         | Яхта       | Очки    | Очки    | Очки    | Очки  |
| Место | Команда                         | Яхта       | Гонка 1 | Гонка 2 | Гонка 3 | Всего |
| ----- | ------------------------------- | ---------- | ------- | ------- | ------- | ----- |
| 1     | Франция Эмиль Бийяр, Поль Перке | Estérel    | 10      | 9       | 10      | 29    |
| 2     | Франция Жан Деказ               | Quand-même | 9       | 8       | 8       | 25    |
| 3     | Великобритания Эдвард Хор       | Laurea     | 8       | 10      | 5       | 23    |
| 4     | Франция Кронье                  | Rozenn     | 4       | 7       | 9       | 20    |
| 5     | Великобритания С. Меллор        | Nan        | 6       | 6       | 7       | 19    |
| 6     | Франция Неизвестны              | Luna       | 7       | 5       | 6       | 18    |